# Barbade aux Jeux olympiques d'été de 1996
La Barbade participe aux Jeux olympiques d'été de 1996 à Atlanta aux États-Unis.
La délégation emmenée par le porte-drapeau Obadele Thompson est composée de treize sportifs (onze hommes et deux femmes) concourant dans sept disciplines.
Aucune médaille n'est remportée par la Barbade durant ces Jeux.